# پوله (آلمان)
پوله (به آلمانی: Polle) یک منطقهٔ مسکونی در آلمان است که در هولتسمیندن (ناحیه) واقع شده‌است. پوله ۱٬۱۸۲ نفر جمعیت دارد.